# Igor Pilipenko
Igor Pilipenko (russisch Игорь Пилипенко; * im 20. Jahrhundert) ist ein ehemaliger sowjetischer Radrennfahrer.

## Sportliche Laufbahn
Pilipenko war Bahnradsportler. 1978 holte der sowjetische Bahnvierer die Silbermedaille bei den Bahnradsport-Weltmeisterschaften in der Mannschaftsverfolgung mit Wassili Erlich, Igor Pilipenko, Witali Petrakow und Wladimir Ossokin. Im Finale unterlag das Team dem Bahnvierer aus der DDR.